# Hornboskapen
Hornboskapen, även kallad HB, är en svensk studentorkester vid Södermanland-Nerikes nation i Uppsala. Hornboskapen är förmodligen världens äldsta studentorkester med anor från 1843.

## Historia
De första spåren av Hornboskapen är daterade till 1843 då kvitton från nationens musikkassa visar betalningar för inköp och lagningar av brassinstrument. Hornboskapens första ordentliga framträdande i studentsammanhang var enligt uppgift 1845. Det var den första maj och denna spelning äger rum än idag.
Orkestern fick sina nuvarande grunder 1906.
Hornboskapen har som enda studentorkester uppvaktat dåvarande kronprinsen Carl Gustaf vid dennes studentexamen. Förevändningen var att han ärvt det sörmländska Stenhammars slott och för nationsorkestern vid Södermanlands-Nerikes nation i Uppsala kunde detta inte passera obemärkt. Kronprinsen uppvaktades först vid utspringet på Sigtunastiftelsens Humanistiska Läroverk den 22 april 1966 och sedan på Stockholms slott. Som present överlämnades en HB-skiva, ett HB-märke samt ett diplom som visade på kronprinsens hedersmedlemskap i Hornboskapens Vänner. En kort konsert hölls på slottet och orkestern belönades med god mat. I samband med Sveriges 500års-firande den 6 juni 2023 genomförde orkestern ytterliggare en spelning för konungen i Strängnäs.

### Kvinnliga medlemmar
Könsfördelningen i orkestern var länge ensidig och det var inte förrän 1933 som HB fick en kvinnlig medlem, en althornist. I en tid då få kvinnor studerade kan hon ses som en sann pionjär. Hennes nybyggaranda glömdes dock snabbt bort och efter hennes flytt skulle det dröja länge innan damer och herrar kunde spela tillsammans.
Det dröjde ända fram till 1985 innan nästa kvinnliga musikant tog plats i orkestern. Det konstaterades att Hornboskapens stadgar inte motsatte sig kvinnliga medlemmar i orkestern. Hon välkomnades och det var startskottet för kvinnornas intåg i orkestern. 
År 2005 anordnades ett jubileum för kvinnorna i Hornboskapen som då hade fått vara med i hela 20 år. Tillställningen döptes till "Hornboskapens Ljuvliga Juver". Även år 2015 annordnades ett jubileum.  

## Verksamhet

### Musikalisk Inriktning
Hornboskapen har en förkärlek för marschmusik, schlager och bayersk musik även om de kan spela i princip vad som helst, som till exempel jazz, vals, samba, bossa-nova, tango, polka, rock och pop för att nämna några genrer.

### Repertoar
Albert Gille ledde orkestern på tidigt 1900 -tal och var viktig för den musikaliska repertoaren. HB har fortfarande ett flertal av hans arrangemang i bruk, som till exempel Björneborgarnas marsch, Bor du hemma hos din mamma, Den dagliga dosisen, Infanterimarsch, Jag är ute när gumman min är inne, Södermanlands regementes marsch, Sörmlänningarnas favoritmelodier och Vårens melodier.
Den gula paviljongen är en låt som Hornboskapen alltid brukar spela som sista låt på alla gasquer och baler på Södermanland-Nerikes nation.
Vingåkersvalsen har även den en viss betydelse vid Majmiddagen. Efter middagen åker alla gäster inklusive Hornboskapen ut till Polacksbacken för att ha det traditionsenliga kottkriget där HB spelar. När kriget är över spelas Vingåkersvalsen. I HB:s notarkiv finns en ansenlig mängd originalarrangemang, bland annat marschen ”Vedervärdigheten framför allt”.

### Diskografi[5]
- 1962 – Hornboskapen, Södermanland-Nerikes nation, Uppsala
- 1968 – Hornboskapen 125 år
- 1983 – Hej alla vänner ifrån Pålsboda och Flen och Trosa
- 1993 – Musikorkestern Hornboskapen
- 1998 – Julmusik i Funbo kyrka
- 2003 – Hornboskapen 1962, 1968, 1983
- 2003 – Kind of Bröl

### Sättning
Hornboskapen är i grunden en brassorkester som består av esskornett, trumpet, althorn, trombon, ventilbasun och tuba men som även har piccolaflöjt och slagverk.

### Uniformen
HB:s signum är den rödsvartrandiga kavajen som introducerades 1957. Detta är dock inget bestående signum eftersom HB med jämna mellanrum byter kavaj. Andra modeller har varit blå med vita rutor och skotskrutig senapsgul. Men sedan millenieskiftet används den rödsvartrandiga kavajen.

### Tom Paulis rum och Korum
Tom Paulis rum (tidigare "Tornrummet") är HB:s replokal och rummet ligger högst upp i Södermanland-Nerikes nation. Korum, som är HB:s samlingsrum, ligger tvärs över korridoren.

### Spelningar
Orkestern uppträder på nationens alla gasquer och baler varje år. Men den brukar även delta på olika spelningar såsom Tirolerabend på Västgöta nation, i universitetsparken i samband med doktorspromotionen, samt vid Uppsala akademiska sjö- och kustartellericorps (Uppsjö) träff i Uppsala. 

### Turnéer
Turnéer är något som Hornboskapen försöker anordna varje sommar. Orkestern har besökt många olika platser och städer i Sverige men även utomlands. I samband med jubileumsår vart femte år anordnas en hembygdsturné. Då åker HB till Södermanland och Närke för att spela och underhålla.

#### Turnéhistorik
- 2003 – Hembygdsturné med husbilar.
- 2004 – Love Boat Tour med båten Wanderlust i Stockholms skärgård
- 2005 – Leif Lewin Tour: Husbilssemester på Åland
- 2006 – Turné i Halland med endast en spelning i Tylösand (S:t Olofs Kapell och Kaffestuga).
- 2007 – Turné på Gotland med spelningar i Gustavsberg (50-årsfest) på vägen ner och sedan i Visby (Café fotogalleriet), Burgsvik (Folkeryds konditori och restaurang samt en studentskiva) och Lojsta slott.
- 2008 – Hembygdsturné i Södermanland och Närke med spelningar i Järna (vid kulturhuset i Ytterjärna), Askersund (Restaurang Norra Vättern) och Örebro (Café Wadköping och ett ålderdomshem i Adolfsberg)
- 2009 – Turné i Dalarna med en spelning i Rättvik (på en kursgård) samt en spelning på ett äldreboende.
- 2010 – Ingen turné.
- 2011 – Gotlandsturné med boende i Tofta. Spelningar i När (på demensboendet Hattstugan) och Ljugarn (Espegards Konditori).
- 2012 – Estland. Boende i Viljandi och spelningar i Tallinn, Tartu (tillsammans med Popsid på Raekoja plats) och Karksi-Nuia.
- 2013 – Hembygdsturné i Södermanland och Närke med besök i bland annat Flen, Katrineholm, Oxelösund (Oxelö Krog), Örebro och på Askersunds jazzfestival.
- 2014 – Slottsturné i Södermanland med spelningar i Oxelösund (Oxelö Krog), Nyköping (Studentkortege) och Eskilstuna (Å-loppet).
- 2015 – Skåneturné med boende utanför Höör. Spelningar på bl.a. Skurups Marknad, Stortorget i Helsingborg, Axeltorget i Helsingör, Malmö Folkets park, Mårtenstorget i Lund & Stortorget i Simrishamn.
- 2016 – Tysklandsturné med boende i närheten av Kappeln samt sista natten i Sverige, närmare bestämt i Lönsboda. Spelningarna ägde rum i St. Peter-Ording, Kiel och Kappeln. I Sverige stannade Hornboskapen till i Lund för en kortare spelning.
- 2017 – Upplandsturné
- 2018 – Hembygdsturné i Södermanland och Närke. HB besökte alla orter som nämns i sången Hembygdsgeografi[7] samt Mariefred. Spelningar i bland annat Nyköping, Eskilstuna, Oxelösund, Flen, Katrineholm och Örebro.
- 2019 - The Tour of the Two Towers, eller HB på Öland. Spelningar vid Långe Erik, Böda Sand, Kalmar, Nässjö, Mörbylånga, Långe Jan och Borgholms slott.
- 2020 - Stay at home tour. Turné i Uppsalas närområden, bland annat spelningar i Enköping, Sigtuna och Linnés Hammarby.
- 2021 - Ingen turné.
- 2022 - Ingen turné.
- 2023 - Hembygdsturné i Södermanland och Närke med spelningar i Strängnäs, Katrineholm, Flen, Örebro, Malmköping, Eskilstuna, Oxelösund och Nyköping. Den 6 juni deltog även Hornboskapen i firandet i Strängnäs för att utmärka 500-års dagen sen Gustav Vasa valdes till kung. En kort spelning för kungaparet genomfördes då av orkestern.
- 2024 - Skåneturné med boende utanför Hörby. Spelningar i Lund tillsammans med Alte Kamereren och Academimusiccorpset Bleckhornen, därefter spelningar på egen hand i Helsingborg, Helsingör, Ystad, Simrishamn och Tomelilla.
- 2025 - Litauen. Boende på svenska ambassaden i Vilnius med spelningar i Vilnius och Kaunas. Hornboskapen genomförde dessutom två spelningar på ambassaden.

### Hornboskapens Vänner
Bakom Hornboskapen står gamling- och vänföreningen Hornboskapens Vänner som bildades 1953 och är en stödförening. HB-vänner grundades för att vårda Hornboskaps traditioner och hjälpa till att ekonomiskt trygga fortbeståndet. På Valborgsmässoafton varje år har föreningen sitt årsmöte i Stavenowska huset efter att Hornboskapen har uppträtt på gräsmattan utanför.

### Fotnoter
1. ↑  Nordberg et al (1993), sid 16 ff
2. ↑  Nordberg et al (1993), sid 45-46
3. ↑  Nordberg et al (1993), sid 92-93
4. ↑  Stolt, Lars C. (2010). Förbimarsch i parad: marschmusik som livgivare, traditionsbärare och njutningsmedel. Nomen] : Books-on-Demand [distributör. ISBN 978-91-7465-071-6. Läst 24 maj 2025
5. ↑  Hornboskapen i Svensk mediedatabas
6. ↑  ”Musikaliska Studenters Guide till Uppsala”. http://www.ergo.nu/reportage/20140306-musikaliska-studenters-guide-till-uppsala. Läst 18 oktober 2014.
7. ↑   Södermanland-Nerikes Nations Sångbok. 2016. sid. 68